# Esteban Machuca
Esteban Machuca (nacido el 9 de agosto de 1979 en Bogotá, Colombia) es un productor, director artístico y manager de artistas como Alex Campos, Coalo Zamorano, Funky, Jacobo Ramos, Luis Campos, Job Gonzalez, Bani Muñoz, Oveja Cósmica, DeLuz, y el pastor Ale Gómez.
Ha sido reconocido en dos ocasiones en premios ARPA en 2006 en la categoría de "Álbum pop/rock" y "Canción del año" por Como un niño de Alex Campos y Misión Vida, por su participación como artista/instrumentista/Director musical y en 2011 en la categoría "Álbum pop/rock" con Te puedo sentir de Alex Campos, por su participación como manager de producción musical/director musical.
Como productor en vivo, se destacan Te puedo sentir (2010) de Alex Campos, Gloria sea a Ti (2020) de Coalo Zamorano y ¿Quién dijo miedo? Live (2021) de Gilberto Daza, producción nominada para el Latin Grammy de 2022 en la categoría Álbum cristiano en español.

## Carrera profesional
Esteban Machuca comenzó su carrera en el mundo de la música a una edad temprana como líder musical en su iglesia durante su infancia. A los 17 años, en 1997, grabó su primer álbum y ese mismo año, junto con Alex Campos, formaron un grupo llamado Alex Campos y Misión Vida, lo que impulsó su carrera en la música cristiana en español.
Junto con Alex Campos, fundaron un sello discográfico llamado MV Music y su primer producción musical fue Tiempo de la Cruz, que tuvo un gran impacto y les permitió realizar una gira mundial. La segunda producción de Alex Campos fue Al taller del Maestro, donde Esteban Machuca participó en la producción y arreglos musicales.
Según un artículo publicado por el periódico El Tiempo, el álbum producido por Álex Campos y Esteban, Al taller del maestro (2002), vendió aproximadamente 23,000 copias, 17,000 en el circuito cristiano y 8,000 en los últimos dos meses desde que firmaron con Sonolux, convirtiéndose en el artista más vendido de Sonolux en el último mes, según Guillermo Salazar, ejecutivo de dicha casa disquera.
Desde entonces, su carrera se volvió internacional y Esteban Machuca ha participado como jurado en eventos importantes en Colombia como Bogotá Gospel, y ha trabajado con artistas internacionales como Funky, desde 2010 a 2016 con quien trabajó como productor musical en vivo de sus giras y director artístico de algunos videos musicales del álbum Reset. 
En 2012, produjo y grabó el bajo para Me cambiaste la vida, el proyecto debut de la banda santandereana La Peska, siendo además manager de la banda. Desde el año 2014, forma parte del Comité Especializado de los Premios ARPA.
En 2019, se desempeñó en la coordinación de la grabación Gloria sea a Ti de Coalo Zamorano, álbum que saldría al año siguiente. En el 2021, fue productor en vivo de la grabación de Gilberto Daza, ¿Quién dijo miedo? Live. 
En 2022, fue jurado de la segunda temporada del programa The Chosen, junto a Alex Campos, Johan Paulino y Any Puello.
Actualmente, Esteban Machuca trabaja para CAE Group, una compañía de entretenimiento, producción de eventos y desarrollo de artistas fundada en 2015 por el músico y productor Carlos Almarza, ganador de dos premios Latin Grammy.

## Créditos de producción
- 1999: Tiempo de la Cruz - Alex Campos & Misión Vida (Productor musical)
- 2002: Al Taller del Maestro - Alex Campos & Misión Vida (Productor musical)
- 2003: En Vivo - Alex Campos & Misión Vida (Productor musical)
- 2005: Como un niño - Alex Campos & Misión Vida (Productor musical)
- 2006: Acústico: El Sonido del Silencio - Alex Campos (Bajo)
- 2006: Cura para el Alma Vol 1 - Padre Chucho (Ingeniero de grabación, Bajo)
- 2008: Sobrenatural - Marcos Witt (Bajo Sexto y arreglos en la canción «Amor Eterno»)[15]
- 2010: Te puedo sentir - Alex Campos (Producción en vivo)
- 2011: «Hoy» - Funky (Producción de vídeo musical)
- 2011: «No te cambio» - Funky (Producción de vídeo musical)[16]
- 2011: «Justo a tiempo» - Funky (Actor, Producción de vídeo musical)
- 2012: Me cambiaste la vida - La Peska (Producción musical, bajo)
- 2020: Gloria sea a ti - Coalo Zamorano (Coordinador de grabación en vivo)[17]
- 2021: ¿Quién dijo miedo? Live - Gilberto Daza (Coordinador de grabación en vivo)[18]

## Premios y reconocimientos

### Premios Grammy Latinos
| Año  | Categoría                  | Trabajo nominado                        | Resultado |
| ---- | -------------------------- | --------------------------------------- | --------- |
| 2010 | Álbum cristiano en español | Te puedo sentir - Alex Campos           | Nominado  |
| 2022 | Álbum cristiano en español | ¿Quién dijo miedo? Live - Gilberto Daza | Nominado  |

### Premios Arpa
| Año  | Categoría                                                | Trabajo nominado                                                                                  | Resultado |
| ---- | -------------------------------------------------------- | ------------------------------------------------------------------------------------------------- | --------- |
| 2004 | Álbum del año (Premio al Artista, Productor e Ingeniero) | Al Taller del Maestro - Alex Campos & Misión Vida (Alex Campos & Esteban Machuca/Andres Landinez) | Nominados |
| 2006 | Mejor álbum de Pop/Rock                                  | Como un niño - Alex Campos & Misión Vida                                                          | Ganadores |
| 2006 | Mejor álbum vocalista masculino                          | Como un niño - Alex Campos & Misión Vida                                                          | Nominados |
| 2006 | Canción del año                                          | «Sueño de morir» - Alex Campos & Misión Vida                                                      | Nominados |
| 2011 | Álbum del año (Premio al Artista, Productor e Ingeniero) | Te puedo sentir - Alex Campos                                                                     | Nominado  |
| 2011 | Mejor álbum rock/rock pop/rock duro/fusión               | Te puedo sentir - Alex Campos                                                                     | Ganador   |